# Boross Marietta
Boross Marietta (Szántódpuszta, 1920. augusztus 21. – Budapest, 2020. szeptember 24.) magyar néprajzkutató.

## Életpályája

### Gyermekkora
Apja Boross Jenő okleveles mezőgazda, a Tihanyi apátság szántódpusztai uradalma tóközi gazdaságának intézője, édesanyja Strobenz Gizella bajor cipszer származású, aki a Döbrentei családdal állt rokonságban. Már gyerekkorában érdeklődött a mezőgazdaság, azon belül a földművelés és a kertkultúra, valamint az állatok iránt. Középiskoláit a Sacré Cœurben végezte, ahol kiváló idegennyelvi képzésben részesült.

### Tanulmányai
1939-től három évig járt a Magyaróvári Magyar Királyi Gazdasági Akadémia, növénytermesztési szakára, de diplomát nem szerzett. 1946-tól a Budapesti Tudományegyetemen tanult, 1950-ben szerzett oklevelet, majd ugyanitt tett bölcsészdoktori vizsgát Tálasi István professzornál Magyarországi kertkultúrák c. dolgozatával.

## Munkássága
Mint etnográfus-muzeológus agráretnográfiával és népi iparművészettel foglalkozott. 1950-ben a Néprajzi Múzeumban kapott állást muzeológusként, s számos feltűnést keltő dolgozata jelent meg ebben az időben. Ebben az időben jelentős számú tárgyat gyűjtött és számos fényképet is készített az Ethnológiai Adattár számára. A Népi Iparművészeti Tanács zsűritagja volt 1956 és 1978 között. Az 1960-as évek második felétől az Országos Műemléki Felügyelőség szervezte népi műemléki felméréshez kapcsolódva mintegy ötven község anyagát dolgozta fel. 1972-ben került az 1967-ben alapított, de akkor önállóságot kapott és Szentendrére költöző Szentendrei Szabadtéri Néprajzi Múzeumhoz ahol a Kisalföld (X.) tájegység tervezője, gyarapítója volt 1978-as nyugdíjazásáig.
Jelentős szerepe volt Szántódpuszta értékeinek megmentésében. 1978-ban indult kezdeményezését a program idegenforgalmi jelentőségét felismerő Siótour idegenforgalmi vállalat karolta fel. Az uradalom számos épületét mentette meg az enyészettől azzal, hogy funkciót keresett és talált azoknak. 1984. augusztus 11-én nyitották meg a szántódpusztai akváriumot (mai nevén: Balaton élővilága-Akvárium, vagy AQUARIUM), mely az uradalmi gépszín épületében nyílt. Ekkor a lábaspajtában kovácsműhelyt rendeztek be, melynek felszerelését Boross kutatta fel és gyűjtötte be kovácsműhelyekből. A megye tudományos-, közművelődési intézményeinek bevonásával megalakította a Szántódpusztai Tudományos Bizottságot. A bizottság indította el Szántódi füzetek című kiadványsorozatot 1980-ban, melyek önálló kiadványokként alakultak a település múltját ismertető tudományos sorozattá. A sorozat 1980 és 1988 között jelent meg. Boross Marietta a szerzője a III. ("A balatonendrédi csipke története" ) és társszerzője Ágostházi Lászlóval a X. ("Szántódpuszta építészettörténete") c. kiadványoknak. 1992-től az Eötvös Loránd Tudományegyetem Germanisztikai Intézetének munkatársa, a magyarországi német nemzetiségű csoportok néprajzának előadójaként.
Tudományos gyűjtő és feldolgozó tevékenységének első évtizedeiben a Kárpát-medence kertkultúrájával foglalkozott. Számos publikációja szól Pest környéki települések (illetve Budapest külső kerületeinek) kertkultúrájáról.A vizsgálatok eredményeképpen szétválasztotta a különböző eredetű kertészcsoportokat, az ún. parasztkertészeket, német- és bolgárkertészeket.

## Publikációi
- A nagybudapesti és pestkörnyéki paradicsomkultúra gazdasági és néprajzi vizsgálata; Néprajzi Értesítő XXXVIII. 129-160. o. (1956)
- Női népviseletek Rákospalotán 5-26. o. (1961) Rákospalotai Múzeum évkönyve
- Fonás; Képzőművészeti Alap, Bp., 1962 (Népművészet)
- Női népviseletek Rákospalotán 77-106. o. (1964) Rákospalotai Múzeum évkönyve
- Rákospalotai férfi népviseletei 53-72. o. (1966) Rákospalotai Múzeum évkönyve
- Rákospalota mezőgazdaságának termeléstechnikája és néprajza 234-261. o. (1974) Tanulmányok Rákospalota-Pestújhely történetéből (szerk.: Czoma László)
- A balatonendrédi csipke története (1981) Szántódi Füzetek III.
- A hartai festett bútorok (1982) Tankönyvkiadó
- Népművészet; Kereskedelmi és Idegenforgalmi Továbbképző Vállalat, Bp., 1982
- Tótkomlós, Szlovák tájház; Tájak, Korok, Múzeumok, Bp., 1983 (Tájak, korok, múzeumok kiskönyvtára)
- Zamárdi, Szántódpuszta; Tájak, Korok, Múzeumok, Bp., 1984 (Tájak, korok, múzeumok kiskönyvtára)
- Ágostházi László–Boross Marietta: Szántódpuszta építéstörténete; Panoráma, Bp., 1985 (Szántódi füzetek)
- A pesti német kertészcéh (1995) Barátság II. évf. 3. sz.
- Sulk. Beitrag zur Veränderung der Lebensweise und Kultur der deutschen Siedlergemeinde in der Schomodei/Somogy 1715–1995. In: Beiträge zur Volkskunde der Ungarndeutschen, Band 21, 2004, S. 12–66, ISSN 0230-2225
- Boross Marietta–Karácsony Zoltán–Tátrai Zsuzsanna: Magyar népi kultúra. Népművészet, népszokások, néptánc; Képzőművészeti Bp., 2004

## Díjai
- Europa Nostra-díj oklevél 1995 a Szántódpusztai Tudományos Bizottság tagjaként a majorsági együttesért[8][9]
- Pro Etnographia Minoritatum-emlékérem 2002 Magyar Néprajzi Társaság[5]
- Kisebbségekért díj 2008[10]
- Magyar Arany Érdemkereszt 2014[11]